# オソツベツ
オソツベツは、北海道川上郡標茶町・弟子屈町に跨る地名。OSO18のコードネームの由来となったことでも知られる。御卒別、オソベツとも呼ばれるが、本項ではオソベツの表記が多くみられるオソベツ川を除き「オソツベツ」で統一する。

## 地理
オソツベツの名を冠する地名は弟子屈町の南部から標茶町の釧路湿原北部までの広い範囲に分布している。

### 湖沼
- 塘路湖
- シラルトロ沼

### 河川
- 釧路川
- オソベツ川

### 住所表記
自治体ホームページなどで字の一覧等が公開されていないため正式な行政区画は不明であるが、郵便番号や文献、地図での扱いは下表のとおりである。なお割当なしの場合の郵便番号は標茶町が088-2300、弟子屈町が088-3200である。
| 資料             | 郵便番号の割当 | 北海道市町村行政区画便覧 （1958） | 北海道地名誌 （1975） | 地理院地図 | Googleマップ |
| ---------------- | -------------- | --------------------------------- | --------------------- | ---------- | ------------ |
| オソツベツ       | 088-2331       | 記載あり                          |                       | 記載あり   | 記載あり     |
| オソツベツ原野   | 割当なし       | 記載あり                          | 記載あり              | 記載あり   | 記載あり     |
| 上オソツベツ     | 088-2333       |                                   | 通称として記載あり    | 記載あり   |              |
| 上オソツベツ原野 | 割当なし       | 記載あり                          |                       | 記載あり   | 記載あり     |
| 中オソツベツ     | 088-2332       | 記載あり                          |                       | 記載あり   | 記載あり     |
| 中オソツベツ原野 | 割当なし       | 記載あり                          | 記載あり              | 記載あり   | 記載あり     |
| 下オソツベツ     | 088-2331       |                                   | 記載あり              | 記載あり   |              |
| 奥オソツベツ     | 088-3226       | 記載あり                          | 記載あり              |            | 記載あり     |
| 奥オソツベツ原野 | 割当なし       |                                   |                       | 記載あり   |              |

## 歴史
縄文時代の遺跡である二ツ山遺跡が存在する。また、釧路川流域にはアイヌ民族のチャシが点在しており、オソツベツにはマタコタンチャシ跡が存在している。

### 地名の由来
アイヌ語に由来するが、諸説ある。
- 「オソッ・ペッ（川尻・滝）」が由来である説。（永田方正）
- 「ヲショツ・ヘツ（平地・川）」が由来である説（豊島三右衛門）

川尻の滝とする永田の説については、「およそ滝のなさそうなところで、この解は疑問である。」と山田秀三が指摘している。

### 沿革
1909年（明治42年）年末時点で3戸14人がオソツベツ地区に入植していたという資料が存在しているが、1975年発行の「北海道地名誌」では1913年（大正2年）和歌山県から入植した平林甚輔の個人経営の農業に始まったとしている。
- 1957年（昭和32年）1月1日 - 町村区域変更により奥オソツベツ地区が標茶町から弟子屈町に編入される[14]。

## 交通
- 釧網本線（かつてはオソツベツ原野に五十石駅が存在したが、2017年に廃止されている。）
- 国道274号
- 国道391号
- 北海道道53号釧路鶴居弟子屈線
- 北海道道243号阿寒標茶線
- 北海道道959号シラルトロ湖線
- 北海道道1060号クチョロ原野塘路線

かつては標茶町営軌道が地区内を通っており、中御卒別、上御卒別などの停留所が存在した。

## 教育
かつては標茶町立上御卒別小中学校（2005年閉校）、中御卒別小中学校（2014年閉校）が存在したが、いずれも閉校している。